# Orzysz (gromada)
Orzysz – dawna gromada, czyli najmniejsza jednostka podziału terytorialnego Polskiej Rzeczypospolitej Ludowej w latach 1954–1972.
Gromady, z gromadzkimi radami narodowymi (GRN) jako organami władzy najniższego stopnia na wsi, funkcjonowały od reformy reorganizującej administrację wiejską przeprowadzonej jesienią 1954 do momentu ich zniesienia 1 stycznia 1973, tym samym wypierając organizację gminną w latach 1954–1972.
Gromadę Orzysz z siedzibą GRN w mieście Orzyszu (nie wchodzącym w jej skład) utworzono – jako jedną z 8759 gromad na obszarze Polski – w powiecie piskim w woj. olsztyńskim na mocy uchwały nr 24 WRN w Olsztynie z dnia 4 października 1954. W skład jednostki weszły:
- obszary dotychczasowych gromad[5] Czarne, Grądy, Mikosze, Odoje, Kamieńskie, Strzelniki i Wierzbiny oraz miejscowość Szwejkówko z dotychczasowej gromady Gaudynki ze zniesionej gminy Orzysz w powiecie piskim w woj. olsztyńskim,
- miejscowości Lipińskie, Gorzekały, Wilkołek, Kępne i Kozieł wraz z obszarem leśnym Grądówka o powierzchni 4,641 ha (ograniczonym granicą wschodnią po wschodnim brzegu jeziora Zdedy, granicą gminy Klusy od zachodniego brzegu jeziora Lipińskiego, dalej po zachodnim brzegu tego jeziora, wyłączając miejscowości Klusy i Ogródek) z dotychczasowej gromady Klusy oraz jezioro Rostki i miejscowość Rostki Skomackie z dotychczasowej gromady Rostki Skomackie  ze zniesionej gminy Klusy  w powiecie ełckim w woj. białostockim[a],
- jezioro Zdedy ze zniesionej gminy Bajtkowo w powiecie ełckim w woj. białostockim[6][7].

Dla gromady ustalono 12 członków gromadzkiej rady narodowej.
1 stycznia 1958 do gromady Orzysz włączono obszar zniesionej gromady Pianki oraz wsie Okartowo, Grzegorze, Nowe Guty i Gaudynki ze zniesionej gromady Nowe Guty w tymże powiecie.
31 grudnia 1961 do gromady Orzysz włączono wieś Okartowo i PGR Wężewo ze zniesionej gromady Chmielewo w tymże powiecie.
31 grudnia 1967 do gromady Orzysz włączono część obszaru PGL nadleśnictwo Drygały (42 ha) z gromady Drygały oraz  część obszaru PGR Wężewo (8 ha) z gromady Dąbrówka w tymże powiecie.
1 stycznia 1972 do gromady Orzysz włączono tereny o powierzchni 467 ha z miasta Orzysz w tymże powiecie.
Gromada przetrwała do końca 1972 roku, czyli do kolejnej reformy gminnej. 1 stycznia 1973 w powiecie piskim reaktywowano gminę Orzysz.